# 湖東村 (静岡県)
湖東村（ことうむら）は静岡県の西部、浜名郡に属していた村。
現在の浜松市中央区北西部、東名高速道路の浜松西インターチェンジ周辺および南側一帯にあたる。

## 地理
- 湖沼：浜名湖、庄内湖

## 歴史
- 1956年（昭和31年）9月30日 - 和地村・伊佐見村と合併して発足。
- 1960年（昭和35年）10月1日 - 浜松市に編入。同日湖東村廃止。
- 2007年（平成19年）4月1日 - 浜松市が政令指定都市に移行し、旧村域は西区の所属となる。
- 2024年（令和6年）1月1日 - 浜松市の行政区再編に伴い、旧村域が中央区となる。

## 交通

### 道路
現在は東名高速道路の浜松西インターチェンジおよび浜名湖新橋有料道路が所在するが、当時は未開通。